# 2019–2020-as magyar férfi kosárlabda-bajnokság
A 2019–2020-as férfi kosárlabda-bajnokság a  nyolcvannyolcadik férfi kosárlabda-bajnokság volt, amely 2019. szeptember 27-én vette kezdetét. A lebonyolítás változatlan maradt: az alapszakaszban tizennégy csapat állt rajthoz, amelyek körmérkőzéses rendszerben játszottak, pályaválasztói joggal, oda-visszavágó alapon. A koronavírus-járvány miatt a 21. forduló mérkőzései zárt kapuk mögött kerültek megrendezésre, majd a 22. forduló előtt a bajnokság felfüggesztésre került. 2020. március 17-én az MKOSZ bejelentette, hogy minden korosztályban befejezettnek tekinti a bajnokságot, bajnok vagy kieső kihirdetése nélkül.

## Csapatok
| Csapat                   | Város          | Sportcsarnok                  |
| ------------------------ | -------------- | ----------------------------- |
| Alba Fehérvár            | Székesfehérvár | Vodafone Sportcentrum         |
| Atomerőmű SE             | Paks           | ASE Sportcsarnok              |
| Debreceni EAC            | Debrecen       | Oláh Gábor utcai csarnok      |
| Egis Körmend             | Körmend        | Körmend Városi Sportcsarnok   |
| Falco-Vulcano Energia KC | Szombathely    | Arena Savaria                 |
| Jászberényi KSE          | Jászberény     | Bercsényi úti játékcsarnok    |
| Kaposvári KK             | Kaposvár       | Kaposvári Városi Sportcsarnok |
| KTE-Duna Aszfalt         | Kecskemét      | Messzi István Sportcsarnok    |
| OSE Lions                | Oroszlány      | Krajnyik András Sportcsarnok  |
| Naturtex-SZTE-Szedeák    | Szeged         | Városi Sportcsarnok           |
| Pécsi VSK-Veolia         | Pécs           | Lauber Dezső Sportcsarnok     |
| Sopron KC                | Sopron         | Novomatic Arena               |
| Szolnoki Olajbányász KK  | Szolnok        | Tiszaligeti Sportcsarnok      |
| Zalakerámia-ZTE KK       | Zalaegerszeg   | Városi Sportcsarnok           |

### Változások az előző idényhez képest
- Az OSE Lions a B csoport 1. helyezettjeként feljutott
- A TF kiesett a másodosztályba

## Alapszakasz
| #   | Csapat                   | M  | Gy | V  | K+   | K-   | Pont | Pont | Megjegyzés |
| --- | ------------------------ | -- | -- | -- | ---- | ---- | ---- | ---- | ---------- |
| 1.  | Falco-Vulcano Energia KC | 21 | 18 | 3  | 1797 | 1525 | 39   | 0.93 |            |
| 2.  | Egis Körmend             | 21 | 17 | 4  | 1785 | 1587 | 38   | 0.90 |            |
| 3.  | Atomerőmű SE             | 21 | 14 | 7  | 1827 | 1702 | 35   | 0.83 |            |
| 4.  | Debreceni EAC            | 21 | 13 | 8  | 1749 | 1700 | 34   | 0.81 |            |
| 5.  | PVSK-Veolia              | 21 | 12 | 9  | 1780 | 1803 | 33   | 0.79 |            |
| 6.  | Alba Fehérvár            | 21 | 11 | 10 | 1851 | 1860 | 32   | 0.76 |            |
| 7.  | Szolnoki Olajbányász KK  | 21 | 11 | 10 | 1671 | 1619 | 32   | 0.76 |            |
| 8.  | Zalakerámia ZTE KK       | 21 | 10 | 11 | 1838 | 1852 | 31   | 0.74 |            |
| 9.  | OSE Lions                | 21 | 10 | 11 | 1718 | 1711 | 31   | 0.74 |            |
| 10. | KTE-Duna Aszfalt         | 21 | 9  | 12 | 1635 | 1717 | 30   | 0.71 |            |
| 11. | Sopron KC                | 21 | 9  | 12 | 1674 | 1695 | 30   | 0.71 |            |
| 12. | Kaposvári KK             | 22 | 7  | 15 | 1793 | 1841 | 29   | 0.66 |            |
| 13. | Naturtex-SZTE-Szedeák    | 22 | 5  | 17 | 1763 | 1966 | 27   | 0.61 |            |
| 14. | Jászberényi KSE          | 21 | 2  | 19 | 1449 | 1752 | 23   | 0.55 |            |

* Gy: Győzelem V: Vereség K+: Dobott kosár K-: Kapott kosár